# Castello di Wiltz
Il Castello di Wiltz (in francese Château de Wiltz, in lussemburghese Schlass Wolz, in tedesco Schloss Wiltz) è un castello situato a Wiltz in Lussemburgo.

## Storia
Il primo castello di Wiltz si trovava nella località di Niederwiltz, nel luogo in cui oggi si trova la chiesa del Decanato. Il castello doveva aveva la funzione di proteggere la città dai suoi nemici, ma la posizione si rivelò così sfavorevole che fu preso più volte.
Nel XIII secolo, ricercando una posizione più favorevole, i signori di Wiltz costruirono il nuovo castello su uno sperone roccioso più elevato.
Nel 1631, sotto il regno del conte Giovanni VI di Wiltz, venne intrapresa la costruzione del castello nelle sue forme rinascimentali che persistono tutt'oggi. Il nuovo edificio fu completato intorno al 1720.

## Descrizione
Il castello sorge su uno sperone roccioso che domina la valle del fiume Wiltz.

## Galleria d'immagini

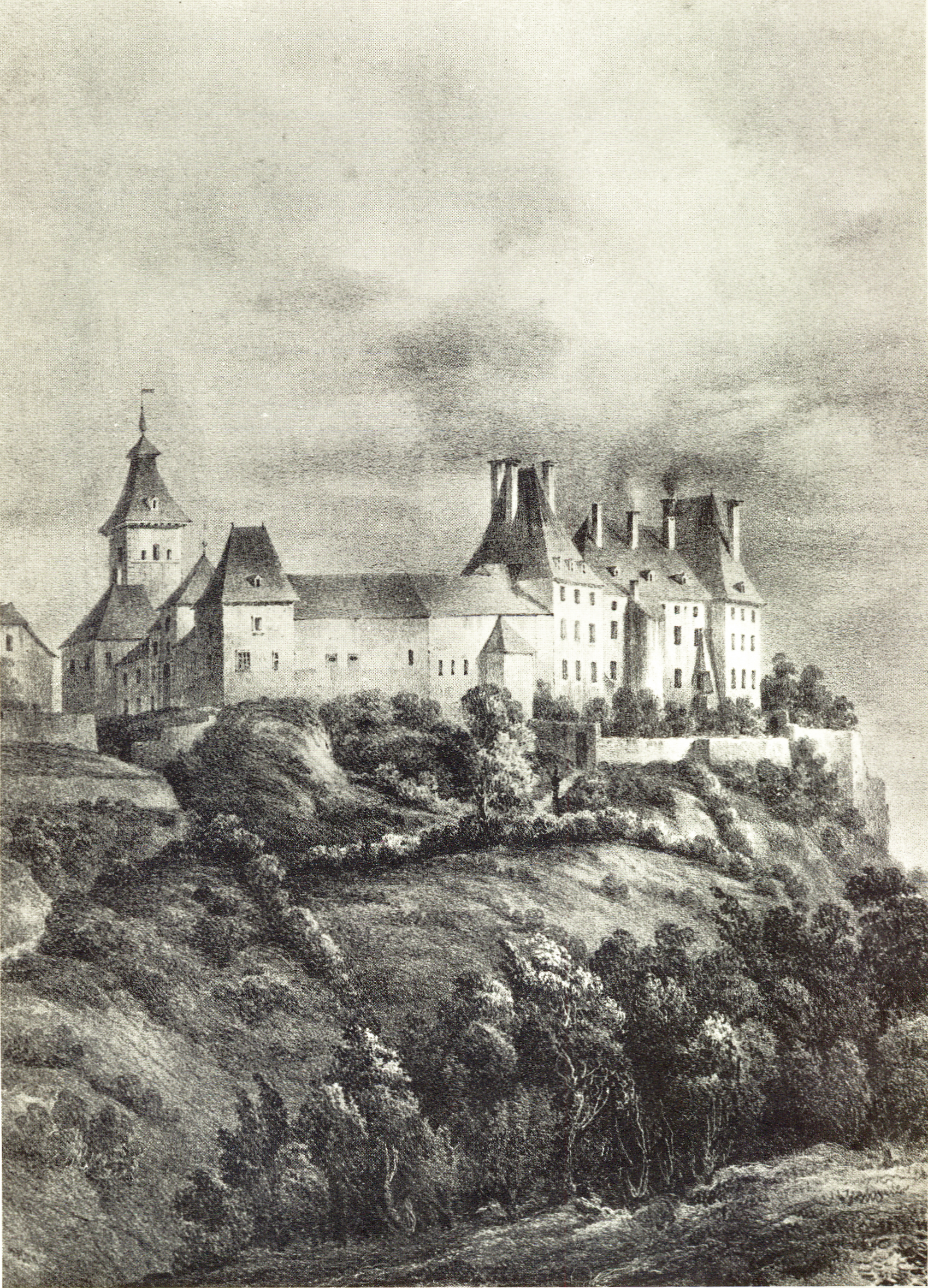
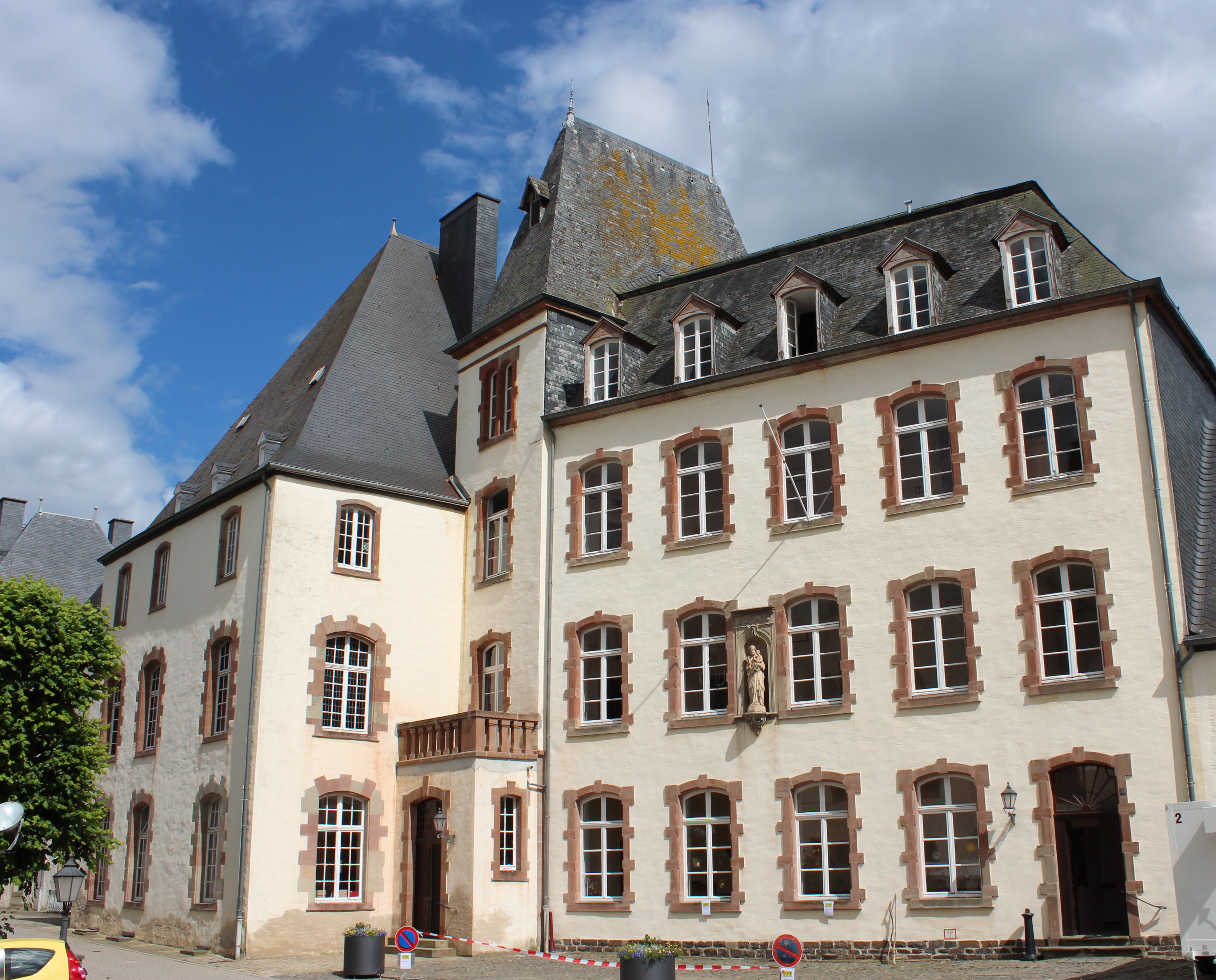
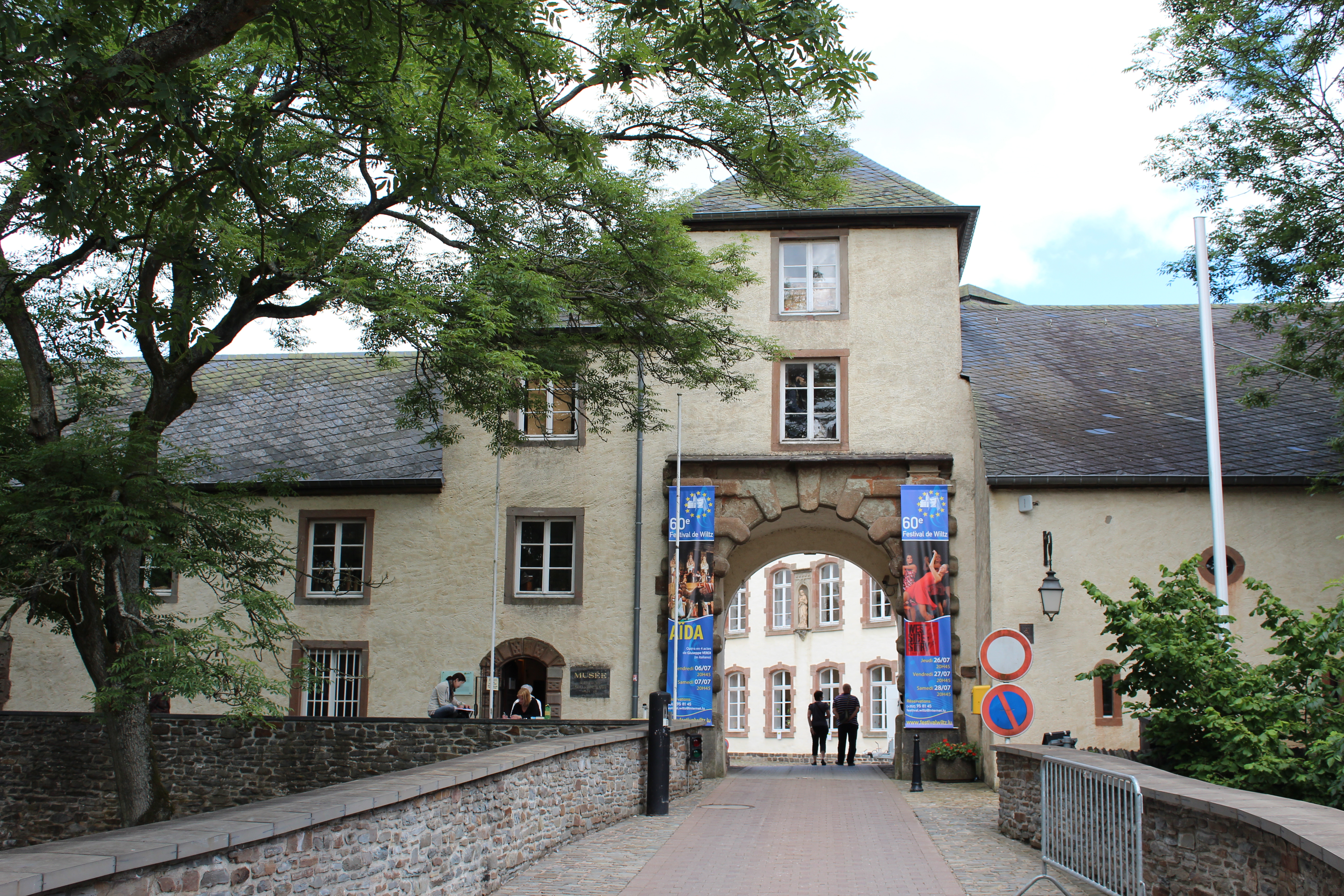